# Filetage interrompu

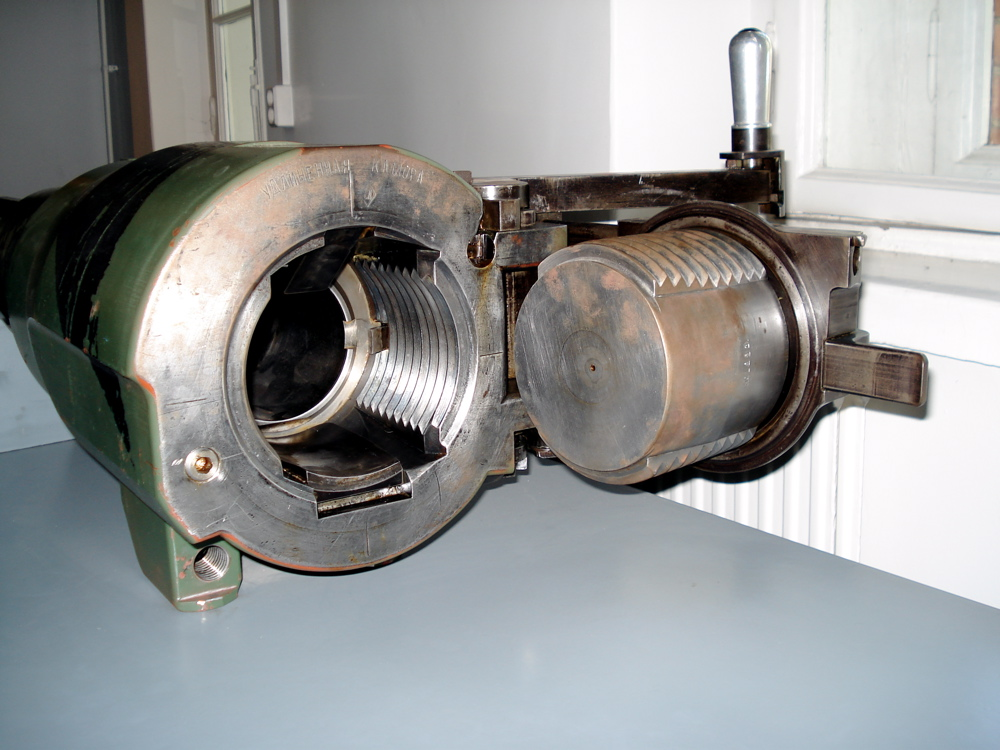
Culasse d'un obusier russe 122 mm M1910, modifié et combiné avec un canon-obusier 105mm H37

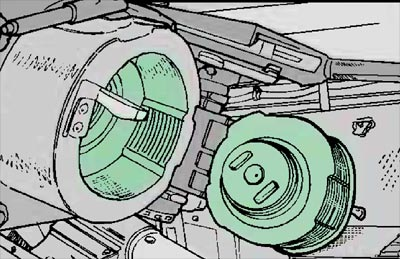
Illustration de la culasse d'un automoteur artillerie M109.

Un filetage interrompu est un dispositif mécanique qui est typiquement utilisé avec les culasses de canons d'artillerie. Il est également utilisé dans certaines pièces d'artillerie à tir rapide pour faciliter le démontage du tube qui a chauffé après un certain nombre de coups et mettre en place le tube de rechange refroidi : c'est le cas par exemple pour le canon de 40 mm Bofors.
C'est un filetage dont les filets sont interrompus.
Les filets retirés suivent l'axe du filetage.
Cela permet d'insérer et de serrer en vissant de 1/4 ou 1/6 de tour.
Déjà apparent dans la culasse filetée des canons Trochu conçus par Verchère de Reffye (1866), inspirée du brevet américain Eastman, ce dispositif a été amélioré en 1872 par le colonel d'artillerie et polytechnicien Charles Ragon de Bange, qui l'a utilisé dans le système d'artillerie qui porte son nom. Il a été supplanté dans l'Entre-deux-guerres par la culasse Welin.